# Vivian Dowding
Vivian Dowding (1892–1987) foi uma activista canadiana na Colúmbia Britânica que trabalhou para melhorar o acesso ao contraceptivos para mulheres da classe trabalhadora. Representando o Escritório de Informações aos Pais, e com sede em Kamloops, Dowding começou a viajar pelo interior sul da Colúmbia Britânica em 1937 para educar os médicos sobre contracepção e ajudar mulheres com baixos rendimentos a evitar gravidez não planeada. Dowding trabalhou em desafio às leis canadianas que criminalizam o controlo da natalidade; o controlo de natalidade não foi removido do Código Penal canadiano até 1969. Dowding foi influenciada pelo trabalho de Margaret Sanger e viu o acesso ao controlo da natalidade como um passo necessário para a libertação das mulheres e para tirar as mulheres com baixos rendimentos da pobreza.
Apesar de enfrentar obstáculos, como ser expulsa de consultórios médicos e ter os seus produtos de controlo de natalidade retidos por chefes dos correios desaprovadores, Dowding persistiu na sua missão feminista.